# Гроздана Олујић
Гроздана Олујић (Ердевик, 30. август 1934 — Београд, 16. март 2019) била је српска књижевница, преводитељка и антологичарка. Легат Гроздане Олујић налази се у Адлигату.
Као романсијер, објавила је шест романа: Излет у небо (1957), Гласам за љубав (1962), Не буди заспале псе (1964), Дивље семе (1967), Гласови у ветру (2009) и Преживети до сутра (2017). Сабрани романи у шест књига објављени су 2018. године у издању Српске књижевне задруге и Партенона. Такође, као бајкописац, објавила је велики број бајки и збирки бајки. Међу њима посебно се истичу 10 збирки: Седефна ружа и друге бајке (1979), Небеска река и друге бајке (1984), Дечак и принцеза (1990), Принц облака (1990), Златни тањир и друге бајке (1998), Месечев цвет (1998), Светлосна врата (2002), Камен који је летео и друге бајке (2002), Снежни свет и друге бајке (2004) и Јастук који је памтио снове и друге бајке (2007). Њена дела су имала бројна издања у земљи, а преведена су на 36 светских језика. Олујићева је у српску књижевност увела бајку као метафору о људској чежњи.
Добитница је многобројних књижевних награда и признања, како домаћих, тако и страних — Повеља за животно дело Удружења књижевника Србије (2004), НИН-ова награда за најбољи роман (2009), награда Политикиног забавника (1980), награда Младо поколење (1980. и 1984), три награде Змајевих дечјих игара, повеља Змајевих дечјих игара (2001), награда Народне просвјете, награда Телеграма, награда Златни лептир и Стара маслина (2002), награда Бора Станковић (2018), награда за најбољу светску причу и награда за најбољу модерну бајку света (1994). Додељен јој је витешки орден Dannebrog, 31. августа  1977. Била је почасни члан Универзитета у Ајови (САД) од 1970. и почасни грађанин града Осла.

## Биографија
Основну школу завршила је у родном месту, а гимназију у Бечеју. Дипломирала је и магистрирала на Групи за енглески језик и књижевност на Филозофском факултету Универзитета у Београду. Током студија радила је као новинарка за неколико омладинских листова.
Књижевним радом почела је да се бави веома рано, још у средњој школи. Своја дела објављивала је у листовима Стражилово и Млада култура. Добила је награду за најбољу причу на конкурсу који је организовала Борба 1953. године. Тада јој је штампана прва приповетка, те је тако, са само 19 година, закорачила у свет књижевности.
Важан део своје заоставштине (део своје библиотеке, збирку књига са посветама и својих личних предмета) поклонила је Удружењу за културу, уметност и међународну сарадњу „Адлигат”, чија је била чланица.
Преминула је 16. марта 2019. године, у 85. години, у Београду, након дуже болести. Ту вест саопштио је Адлигат, дан после њене смрти. Сахрањена је 21. марта 2019. године у Алеји заслужних грађана на Новом гробљу у Београду у 12 часова. Два сата раније у Удружењу књижевника Србије био је приређен комеморативни скуп на ком су говорили књижевници и критичари: Александар Јовановић, Драган Лакићевић, Радивоје Микић, Зорана Опачић и Петар Пијановић.

## Каријера

### Романсијер
Први роман o младима и за младе Излет у небо објавила је у 22. години. Штампан 1957. године, доживео је и успех и оспоравање, односно и позитивне и негативне реакције. Био је и цензурисан због аморалности. Превођен је на неколико језика и прилагођен за извођење у позоришту. По њему је снимљен и филм Чудна девојка у режији Јована Живановића. Сценарио је, осим књижевнице, писао и Југ Гризељ, југословенски новинар. Главне улоге додељене су Шпели Рогозин, Воји Мирићу и Зорану Радмиловићу. Филм је рађен у продукцији „Авала филма”, а премијерно је приказан 1962. године.
У међувремену, 1959. године, издавачка кућа „Младо поколење” објављује књигу Писци о себи, збирку књижевних разговора са савременим југословенским писцима, у којој се нашла и млада Гроздана.
Три године касније, 1962, београдско издавачко предузеће „Просвета” објавило је њен роман Гласам за љубав. Загребачки часопис за политику и културу Телеграф доделио јој је 1963. године награду за најбољи кратки роман. И ово дело доживело је своју позоришну и филмску адаптацију. Филм је био у режији Томе Јанића, који је заједно са књижевницом написао сценарио. Продуцент филма је Хидајет Чалкић, а објављен је 1965. године у продукцији „Босна филма”. Главне улоге поверене су Вукосави Крунић, Слободанки Марковић, Браниславу Миладиновићу, Драги Митровићу и Хермини Пипинић.
У наредним годинама, Просвета јој је објавила омладинске романе Не буди заспале псе, 1964, и Дивље семе, 1967. године. Овај други је ушао у ужи избор за НИН-ову награду. Енглеска верзија те књиге под насловом Wild Seed постала је и обавезна лектира појединих универзитета у Америци. У његовом фокусу је урбани живот младих људи, њихови проблеми, љубави и недоумице, што представља прекретницу у савременој књижевности за омладину. Од тада се окреће писању бајки и збирки бајки.
Године 2009, Српска књижевна задруга јој је објавила породични, емигрантски роман Гласови у ветру. Он говори о једној српској грађанској породици, породици Арацки. Већинском одлуком жирија за доделу НИН-ове награде, роман је проглашен за најбољи роман исте године.
Породични роман Преживети до сутра, завршен 1962. године, објављен је тек 2017. године у издању Српске књижевне задруге. Разлог због ког је роман касно објављен јесте цензура и жестоко оспоравање њеног првог романа (Излет у небо), као и то да он није приказан из идеолошки обојеног дискурса социјалистичке епохе. Због те чињенице списатељица је сматрала да није време за његово објављивање и завршени рукопис није ником показивала. Уопштено, он говори о Другом светском рату у војвођанској равници.
Сабрани романи у шест књига објављени су 2018. године у издању Српске књижевне задруге и Партенона. Њена сабрана дела у 14 књига објавила је Српска књижевна задруга.

### Бајкописац
Године 1979, загребачка издавачка кућа „Младост” објављује јој збирку бајки Седефна  ружа и друге бајке, која је доживела велики успех и за коју је тада 
Гроздана добила награду Политикиног забавника. Прича Варалица и смрт из ове збирке освојила је награду на конкурсу за најбољу модерну бајку света у организацији Светског конгреса за уметност и културу (World Congress for Art and Culture) 1994. године у Сједињеним Америчким Државама. По бајкама Гроздане Олујић снимљене су плоча и касета Седефна ружа у интерпретацији Мије Алексића, уз музичку пратњу Лазе Ристовског и телевизијска серија (девет наставака од по тридесет минута). Сценарио за серију написала је Татјана Павишић, а режирала Вера Белогрлић. Главне улоге тумачили су глумци Радмила Савићевић и Жика Миленковић, те деца из дечје радио групе Радио-телевизије Србије.
Пет година касније, 1984. године, објављена је збирка Небеска река и друге бајке, такође у издању издавачког предузећа Младост. Исте године, издавачка кућа „Народна књига” објављује јој збирку Афричка љубичица, чије су приче укључене у низ светских антологија у Немачкој, САД, Русији, Израелу, Индији, Енглеској и Француској. Прича Игра из ове књиге награђена је на конкурсу за најбољу светску причу у Арнсбергу, у Немачкој. Роман-бајка Звездане луталице, објављен 1987. године у издању Просвете, имао је добар пријем публике, а критичари су га врло добро оценили. Шест година касније, 1990. године, излази збирка Дечак и принцеза, као и збирка Принц облака. Потом су уследиле збирке: Златни тањир и друге бајке (1998), Месечев цвет (1998), Светлосна врата (2002), Камен који је летео и друге бајке (2002), Снежни цвет и друге бајке (2004) и Јастук који је памтио снове и друге бајке (2007).

### Есејисткиња, преводитељка и антологичарка
Поред бајки и романа, Гроздана Олујић је објавила и бројне есеје о књижевницима Францу Кафки, Томасу Вулфу и Марселу Прусту, као и делу Поетика Бајке. Објавила је и студију Проблем идентитета личности у делу Вирџиније Вулф.
Бавила се и преводилачким радом. Превела је драме енглеског писца Арнолда Вескера, јапанског књижевника Јукија Мишиме и америчког нобеловца Сола Белоуа, романе савремене индијске књижевнице Амрите Притам (Тај човек и Костур), дело добитника Пулицерове награде — Вилијема Кенедија (Коров) и приредила и превела песме за антологију савремене индијске поезије Призивање светлости коју је 1980. године објавило издавачко предузеће „Рад”.
У издању Српске књижевне задруге 2001. године објављено је дело Антологија љубавних бајки света, прво ове врсте у свету, у ком су се на око петсто страна, нашле најлепше кинеске, руске, српске, хавајске, шкотске, индијске, бразилске, естонске, јапанске, аљаске народне бајке, као и низ ауторских уметничких бајки Ханса Кристијана Андерсена, браће Грим, Шарла Пероа итд.

## Легат Гроздане Олујић
Удружење за културу, уметност и међународну сарадњу „Адлигат” баштини легат Гроздане Олујић. Књижевница је Удружењу Адлигат поклонила део личне библиотеке, збирку књига са посветама, награде и личне предмете. У легату се налазе две писаће машине, укључујући књижевницину омиљену писаћу машину „Олимпија” коју је користила деценијама и мању портабилну коју је носила на летовања. У збирци књига са посветама је и посвета Добрице Ћосића (који пише: „Мојој милој првој саговорници, књижевници Гроздани Олујић са љубављу”). Друго писци који су написали посвете Гроздани Олујић су: Душан Матић, Света Лукић, Божидар Шујица, Драган Колунџија, али и страни писци, Марко Смит, бестселер аутор Њујорк Тајмса са писмом заосталим у књизи, индијски писци Шрикант Варма и Ситакант Махапатре, аустријски аутор Херберт Кунера, бугарски аутор Ефтима Клетниоква и други. Легат се налази у Музеју српске књижевности.
У мају 2022. установљена је награда „Гроздана Олујић“ намењена књижевницима до 35 година.

## Награде
Добитница је Повеље за животно дело Удружења књижевника Србије (2004). Поред тога, добитница је НИН-ове награде за најбољи роман (Гласови у ветру) у 2009. години, прве награде Политикиног забавника (1980), награда Младо поколење (1980. и 1984), три награде Змајевих дечјих игара, награде Народне просвјете за роман Излет у небо, награде Телеграма за роман Гласам за љубав, награда Златни лептир и Стара маслина (2002), те награде Бора Станковић (2018) за целокупно дело са посебним освртом на роман Преживети до сутра.
Освојила је награду за најбољу модерну бајку света коју додељује Светски конгрес за уметност и културу (1994) за причу Варалица, објављена у збирци Седефна ружа.
Одликована је данским витешким орденом Данеборг за заслуге на пољу књижевности, а почасни је грађанин града Осла, главног града Норвешке.

## Критика
О значају Гроздане Олујић за српску, југословенску, али и светску књижевност писали су бројни књижевни критичари попут Александра Јовановића, Ивана В. Лалића, Драгана Лакићевића и Слободана Ж. Марковића, Зоране Опачић, Марка Недића, Петра Пијановића итд.
Многе њене бајке врло дискретно критикују дешавања у свету у којем је живела и многе њене бајке подстичу младог човека да буде пркосан да буде свој.— Зорана Опачић, српски историчар књижевности, књижевни критичар, антологичар и професор Универзитета у Београду.
Гроздана Олујић је била слободна као личност, неконвенционална. Све је то онда преносила у своје ликове, а њени ликови су млади људи, девојке, младићи, савременог ондашњег града и она је творац урбане прозе у послератној српској књижевности— Марко Недић, српски књижевник и књижевни критичар
Сазнање да је бајка лековита, а бајковитост неопходна помаже Гроздани Олујић да гради своју поетску визију на темама и мотивима уроњеним у савременост, модерним изразом и новим стиловима, ослањајући се на стваралачко искуство својих претходника, а нарочито на богатство и разуђеност наше народне бајке.— Слободан Ж. Марковић, српски професор књижевности и књижевни критичар
Гроздана Олујић остаје међу млађим читаоцима позната и вољена као бајкописац, али су њени ауторски почеци, средином протеклог вијека, у знаку романа који су освајали дотад неосвојене слободе младих у идеолошки оклопљеном друштву. Роману се у завршном периоду и вратила, да би код зналаца и читалаца изнова потврдила своју књижевну вишестраност и вриједност.— Владан Вукосављевић, српски политичар и Министар културе и информисања Републике Србије

## Дела
- Олујић, Гроздана (1957). Излет у небо. Београд: Народна књига.
- Олујић, Гроздана (1962). Гласам за љубав. Београд: Просвета.
- Олујић, Гроздана (1964). Не буди заспале псе. Београд: Просвета.
- Олујић, Гроздана (1967). Дивље семе. Београд: Просвета.
- Олујић, Гроздана (1979). Седефна ружа и друге бајке. Загреб: Младост.
- Олујић, Гроздана (1984). Небеска река и друге бајке. Загреб: Младост.
- Олујић, Гроздана (1984). Афричка љубичица. Београд: Народна књига.
- Олујић, Гроздана (1987). Звездане луталице. Београд: Просвете.
- Олујић, Гроздана (1990). Дечак и принцеза.
- Олујић, Гроздана (1990). Принц облака.
- Олујић, Гроздана (1998). Златни тањир и друге бајке.
- Олујић, Гроздана (1998). Месечев цвет.
- Олујић, Гроздана (2002). Светлосна врата.
- Олујић, Гроздана (2002). Камен који је летео и друге бајке.
- Олујић, Гроздана (2004). Снежни цвет и друге бајке.
- Олујић, Гроздана (2007). Јастук који је памтио снове и друге бајке.
- Олујић, Гроздана (2009). Гласови у ветру. Београд: Српска књижевна задруга.
- Олујић, Гроздана (2017). Преживети до сутра. Београд: Српска књижевна задруга.
- Олујић, Гроздана (2017). Били су деца као и ти. Београд: Букланд.